# Sedmidolí
Sedmidolí är en dal i Tjeckien. Den ligger i den norra delen av landet, 110 km nordost om huvudstaden Prag.